# آدم أزنو
آدم أزنو بن الشيخ (من مواليد 2 يونيو 2006) هو لاعب كرة قدم إسباني-مغربي يلعب في مركز الظهير الأيسر والجناح الأيسر لنادي بايرن ميونخ تحت 17 عام.

## حياته
ولد أزنو في برشلونة بإسبانيا لأبوين مغربيين.

## مهنة النادي
بدأ أزنو مسيرته المهنية مع نادي دام، قبل أن ينتقل إلى أكاديمية لا ماسيا في برشلونة عام 2019. وفي صيف عام 2022، وقع عقداً مع نادي بايرن ميونيخ الألماني. وفي مارس 2023، تدرب لأول مرة مع الفريق الأول.

## مهنة دولية
أزنو مؤهل لتمثيل المغرب وإسبانيا على المستوى الدولي، ومثّل المغرب تحت 15 سنة قبل أن ينتقل إلى إسبانيا، التي لعب معها تحت 16 وتحت 17.
وفي مارس 2023، ورد أنه اختار تمثيل المغرب دولياً.